# Bruce Forsyth
Pour les articles homonymes, voir Forsyth.
Bruce Forsyth (Sir Bruce Joseph Forsyth-Johnson), né le 22 février 1928 à Edmonton (Grand Londres, Angleterre) et mort le 18 août 2017 à Wentworth Estate (en) dans le Surrey d'une pneumonie, est un acteur, animateur de télévision et chanteur britannique.
Sa carrière a duré environ 75 ans. 
Forsyth s'est fait connaître du grand public à la fin des années 1950 grâce à la série Sunday Night at the London Palladium, diffusée sur ITV. Il a ensuite animé plusieurs jeux télévisés, dont The Generation Game, Play Your Cards Right, The Price Is Right et You Bet ! Il a coprésenté Strictly Come Dancing de 2004 à 2013. 
Pendant qu'il animait The Generation Game, Forsyth a commencé à utiliser ce qui allait devenir sa formule d'accueil emblématique, « It's nice to see you, to see you... », à laquelle le public répondait bruyamment « Nice ! »; il a utilisé cette formule dans de nombreuses émissions qu'il a animées par la suite pendant le reste de sa carrière. Forsyth était également connu pour sa pose du « Penseur », imitant la sculpture de Rodin, qu'il a utilisée dans de nombreuses émissions qu'il a animées par la suite. 

## Biographie

### Vie privée
Bruce Forsyth a été marié à trois reprises et a eu six enfants :
- avec Penny Calvert (1953-1973)
  - Debbie, Julie et Laura
- avec Anthea Redfern (1973-1979)
  - Charlotte et Louisa
- avec Wilnelia Merced (1983-2017), qui a été Miss Monde en 1975
  - Jonathan Joseph (né en 1986)

## Distinction
Bruce Forsyth a été décoré de l'ordre de l'Empire britannique. En 2011, il est fait chevalier (Knight Bachelor) après un longue campagne par le public britannique.

## Présentateur et animateur à la télévision
- Sunday Night at the London Palladium
- The Royal Variety Performance
- The Generation Game
- Play Your Cards Right
- Strictly Come Dancing

## Discographie

### Singles
- 1959, I'm In Charge b/w "So Far So Good", Parlophone : R 4535
- 1960, I'm A Good Boy b/w "My Little Budgie", Parlophone : R 4620
- 1960, It's Spring Again b/w "Wave Your Little Handkerchief", Parlophone R 4637
- 1962, I Like People b/w "The Oh-Be-Joyfuls", Piccadilly Records : 7N.38086
- 1964, Real Live Girl b/w "Deep Down Inside", Pye Records : 7N 15744
- 1965, Hush, Hush, Sweet Charlotte b/w "Don't Say Goodbye", Pye Records : 7N 15879
- 1968, I'm Backing Britain b/w "There's Not Enough Love In The World", Pye Records : 7N 17460
- 1973, Didn't He Do Well b/w "Life Is The Name Of The Game", Philips Records : 6006 285
- 1978, Love Medley (avec Valerie Walsh), CBS Records : S CBS 6469

### Albums
| Titres                     | Détails                                          | Meilleure place dans les charts |
| Titres                     | Détails                                          | UK                              |
| -------------------------- | ------------------------------------------------ | ------------------------------- |
| The Musical Side Of Bruce  | - Sortie : 1973 - Label: Pye Records: NSPL 18405 | —                               |
| Both Sides of Bruce (Live) | - Sortie : 1977 - Label: Warner Bros. Records    | —                               |
| Come Get It!               | - Sortie : 1979 - Label: Pye Records             | —                               |
| Mr. Entertainment          | - Sortie : 19 mars 2007 - Label: EMI Records     | —                               |
| These Are My Favourites    | - Sortie : 7 novembre 2011 - Label: EMI Records  | 58                              |